# Перемислав Чарнек
Пшемислав Чарнек (нар. 11 червня 1977, Коло) — польський юрист, політик, академічний викладач, габілітований доктор юридичних наук, професор Люблінського католицького університету. Воєвода Люблінський (2015—2019), депутат 9-го та 10-го скликань, міністр освіти та науки в другому уряді Матеуша Моравецького c 2020 по 2023.

## Біографія

### Освіта, наукова та громадська діяльність
Дитинство провів у Гощанові. Його мати була медсестрою, а батько — професійним водієм. У 2001 році його мати покінчила життя через рак, а восьмий рік по тому батько помер від розсіяного склерозу.
У віці 15 років він опинився під опікою свого дядька — священника та професора Єжи Палуцького, який викладав в Люблінського католицького університету. Молодий чоловік проживав у Любліні, завершивши навчання в середній школі № 2 імені гетмана Яна Замойського. У 2001 році він розпочав вивчення права на факультеті права, канонічного права та адміністрації Люблінського католицького університету Івана Павла ІІ. Пізніше він продовжив своє навчання в докторантурі на тому ж факультеті.
У 2006 році він завоював звання доктора права, представивши дисертацію під назвою «Принципи верховенства права та соціальної справедливості в політичній практиці ІІІ РП». У 2015 році, на основі своїх наукових досягнень і дисертації на тему «Економічна свобода», він отримав абілітацію на факультеті права, канонічного права та адміністрації Люблінського католицького університету.
Спеціалізується у сфері конституційного права. Один з оцінювачів досягнень і наукової діяльності Чарнека, коли він подавав заявку на абілітацію, був Даріуш Дудек, керівник його магістерської та докторської дисертацій. У 2012 році була випущена книга під назвою «Сім'я як суб'єкт права», яку він редагував разом із Мареком Добровольським. Досягнення Чарнека станом на кінець 2020 року включають одну монографію (його дипломну роботу), кілька статей, опублікованих у рецензованих журналах, розділи рецензованих книг, а також кілька нерецензованих публікацій.
У 2003 році він приєднався до кафедри конституційного права Люблінського католицького університету. Крім того, він працював у Університеті Леона Козьмінського та Вищій комерційній школі в Радомі. У 2020 році він здобув статус професора Люблінського католицького університету, проте це було супроводжено коментарями про відсутність його активності у науковій сфері, оскільки з 2014 року він не публікував жодної рецензованої статті в журналі з рейтингом Міністерства науки та вищої освіти, за винятком «Przegląd». Критика також виникла щодо офіційного сайту Міністерства освіти і науки, де вказані наукові досягнення Пшемислава Чарнека були перебільшені порівняно з його реальними досягненнями.
Протягом декількох років був учасником гімнастичного товариства «Сокул» у Любліні. На цей час виконує обов'язки голови ревізійної комісії.

### Політична діяльність

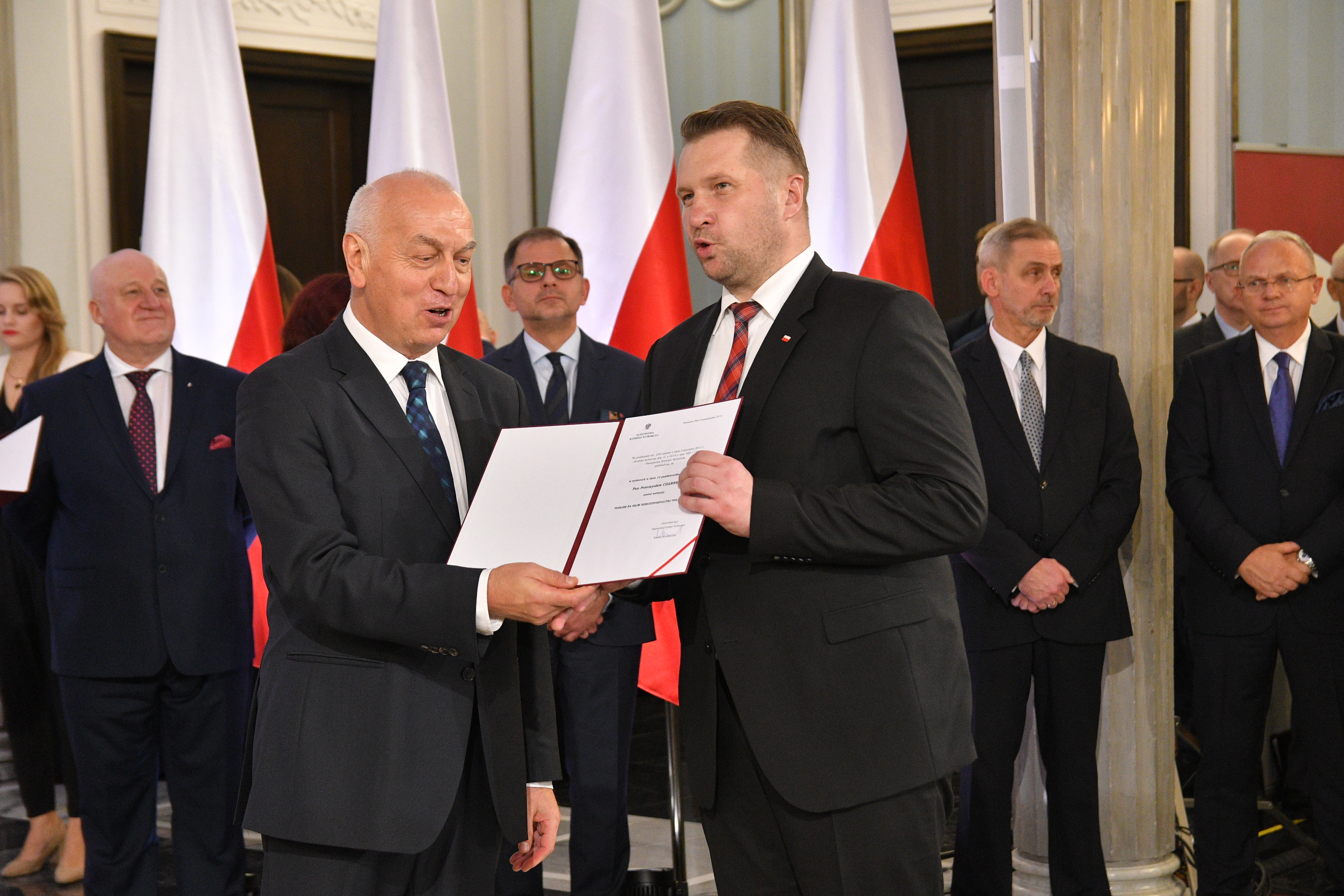
Пшемислав Чарнек отримує свідоцтво про обрання депутатом 9-го Сейму (2019)

## Примiтки
1. 1 2  Nauka Polska
2. ↑  Przyszły minister edukacji i nauki pochodzi z Goszczanowa (пол.), 5 жовтня 2020 {{citation}}: Cite має пустий невідомий параметр: |inventor= (довідка)
3. ↑  3328, Joanna Cieśla, "Czarnek da nam szkołę. Skutki będziemy odczuwać przez lata"